# Condado de Cumberland (Illinois)
O Condado de Cumberland é um dos 102 condados do Estado americano de Illinois. A sede do condado é Toledo, e sua maior cidade é Toledo. O condado possui uma área de 899 km² (dos quais 3 km² estão cobertos por água), uma população de 11 253 habitantes, e uma densidade populacional de 13 hab/km² (segundo o censo nacional de 2000). O condado foi fundado em 2 de março de 1843.